# Christoph Wilhelm Hufeland
Christoph Wilhelm Hufeland, né le 12 août 1762 à Langensalza (électorat de Saxe) et mort le 25 août 1836 à Berlin, est le premier médecin du roi de Prusse Frédéric III et de la reine Louise de Prusse.

## Biographie
Il est reconnu comme le précurseur le plus célèbre de la médecine préventive anti-vieillissement. À travers son livre Makrobiotik oder die Kunst, das menschliche Leben zu verlängern (l’Art de prolonger la vie par la macrobiotique), paru en 1796, Hufeland devient très connu à son époque. C'est le père de la chronobiopathologie.
Il fut le maître et l'ami de Samuel Hahnemann, l'inventeur de l'homéopathie. Il publia des articles de Hahnemann sur l'homéopathie et entretint une correspondance régulière avec lui. En 1826 il écrit un article où il montre les avantages de l'homéopathie et conclut : « Le temps jugera ».
Il était aussi le médecin de Goethe, de Friedrich von Schiller et de Johann Gottfried Herder. En 1793, il est nommé professeur à Iéna. En 1809, il est nommé à la chaire de pathologie de l’université de Berlin. Il était également rédacteur en chef du Journal de médecine pratique.
Professeur de pathologie médicale, il est le père de la météoropathologie.
En 1811, il publie un livre sur le magnétisme animal, Ueber Sympathie, dans lequel il compare l'union intime entre le magnétiseur et son sujet à la relation qui s'établit entre la femme enceinte et son fœtus.
Il est enterré au cimetière de Dorotheenstadt de Berlin.

## Fréquentation du club d'échecs de Berlin
Il fréquente le club d'échecs de Berlin, le tout premier club d'échecs berlinois et prussien, fondé par le sculpteur Johann Gottfried Schadow en 1803. Ce club élitiste n'acceptait que des membres issus de l'élite intellectuelle et sociale de la ville.

## Publications
- Traité de la maladie scrophuleuse : accompagné de notes par J.-B. Bousquet,... Et suivi d'un mémoire sur les scrophules, accompagné de quelques réflexions sur le traitement du cancer, par M. le baron Larrey  (trad. de l'allemand par J.-B. Bousquet), Paris, J. B. Baillière, 1821, [2]-xxxii-398 p., pl. ; in-8º (OCLC 6245713, lire en ligne sur Gallica).